# Джаганнат
Центр здорового питания и общения «Джаганнат» (на латинице Jagannath) —  сеть вегетарианских ресторанов и магазинов в России, основанная в 2000 году. В Москве на данный момент функционирует пять вегетарианских ресторанов, в каждом из которых есть магазин здорового питания. В Великом Новгороде при магазине работает небольшое кафе. В других городах России (Томске, Новосибирске и Сочи) ресторанов нет: есть только магазины.

## История
Название ресторана происходит от имени божества Джаганнатха.
Сеть «Джаганнат» основана в 2000 году, первый ресторан был открыл в Москве на Кузнецком Мосту 15 августа. Это старейший вегетарианский ресторан Москвы . В создании сети участвовал шеф-повар Юрий Аистов, помогавший разрабатывать ассортимент ресторанов. Юрий Аистов — дядя Георгия Аистова, совладельца сети. Известно, что Аистов принял вайшнавизм в США в 1989 году, а через семь лет вернулся в Россию. Он также автор других проектов, связанных с ведической культурой, в частности, это фестиваль «Vedalife», который проходит в Санкт-Петербурге и Москве.
В Москве третьим рестораном сети стал «Джаганнат», который открылся  и расположен по адресу ул. Земляной вал, 24/30 (рядом с метро Курская), Это ресторан открылся через три недели после открытия второго ресторана рядом с метро Новослободская 4 февраля. 24 сентября 2013 года был открыт четвертый «Джаганнат» — на Маросейке. 1 июля 2014 года открылся пятый ресторан, расположенный на Тверской улице, а в начале 2017 года появился ещё один — на Проспекте мира. Седьмым «Джаганнатом» в Москве стал магазин в Крылатском, открывшийся 6 марта 2017 года. В конце месяца был открыт восьмой ресторан на Пролетарской, который затем был закрыт и 17 мая 2019 года перемещён ближе к метро Белорусская.
В Санкт-Петербурге «Джаганнат» был открыт 28 февраля 2014 года, в нём существовали магазин и небольшое кафе-чайная. Во время ковид - ограничений  петербургский филиал был закрыт.
2 июля 2021 года, на фоне введения системы QR-кодов, необходимых для входа в московские заведения питания, был закрыт первый филиал на Кузнецком мосту. По словам «Джаганната», это произошло из-за разногласий с арендодателем. Однако в том же месяце он снова открылся.
В Великом Новгороде при магазине работает небольшое кафе. В других городах России (Томске, Новосибирске и Сочи) ресторанов нет: есть только магазины.

## Ассортимент
В московских ресторанах подают исключительно вегетарианские блюда, без рыбы и мяса. При этом ассортимент достаточно широкий, здесь есть закуски, салаты, супы, десерты, а среди основных блюд представлены вегетарианские аналоги, в частности, вегетарианские пельмени и наггетсы из тофу. Также в меню присутствуют блюда для веганов. Продукты поставляются из различных частей света, в частности, специи из Индии и Таиланда, тофу закупают в Европе, некоторые продукты привозят из Мексики. В ресторанах сети бесплатно распространяется журнал «Vegetarian».
В кафе Санкт-Петербурга предлагалось вегетарианское меню, однако в сокращенном виде. Также в меню присутствовали завтраки и бизнес-ланчи из трёх блюд.
В сети «Джаганнат» существует система лояльности: по карте «Vegetarian» в ресторанах предоставляется скидка 10 % на все блюда, а в магазинах — 5 %. Кроме того, за час до закрытия ресторана всем посетителям предоставляется скидка 30 % .

## Отзывы и критика
«Джаганнат» — первое заведение в Москве, где вегетарианство преподносилось таким образом, что стало интересным для посетителей, скептически относившихся к здоровой пище. Отмечались  низкие цены на блюда при здоровом питании. Однако существуют и противоположные мнения, например о том, что цены в «Джаганнате» завышены в три раза. Некоторые посетители считают, что в ресторанах слишком навязчивая религиозная составляющая.